# Benjamin Vanninen
Benjamin Vanninen (né le 29 juin 1921 et décédé le 22 juillet 1975) est un ancien fondeur finlandais.

## Palmarès

### Jeux olympiques
| Épreuve / Édition | St-Moritz 1948 |
| 50km              | Bronze         |

### Vie privée
Benjamin Vanninen était marié avec une Finlandaise du nom d'Hugo Sage, de janvier 1940 jusqu'à sa mort.